# Argulus diversicolor
Argulus diversicolor is een visluizensoort uit de familie van de Argulidae. De wetenschappelijke naam van de soort is voor het eerst geldig gepubliceerd in 1985 door Byrnes.